# 獵魔群英
《獵魔群英》（英語：Devil Hunters）是1989年上映的一部香港動作電影，由魯俊谷導演、李旭馨監製，由呂良偉、李賽鳳、胡慧中、萬梓良和吳鎮宇主演。1989年8月10日在香港上映。
在拍摄本片时，呂良偉、李賽鳳及胡慧中為求逼真而親身上陣最后一幕，三人从火堆裏跳出來，但李賽鳳及胡慧中並沒那麽幸運，兩人被燒傷，李賽鳳几乎导致毀容。因此影片公映时，在片尾的謝幕画面裏以字幕說出意外，以此向三人的勇氣与敬业精神表示祝福和致敬。

## 劇情
青龍水上樂園，兩大毒梟韓山和齊仁正率領雙方人馬進行一項巨大的毒品交易，曾警司收到通知后帶著下屬唐楓及阿文前去抓人。
但是，事件那有那麽順利，警方的埋伏被發現了，韓山以為是齊仁告密，情急之下把其殺害，齊仁的兒子齊越得知后決定要向韓山報仇。
韓有一個手下趙成，但趙卻出賣韓，把韓的職權強奪，還逼韓交出幫中基金一大批寶石，韓的另一名部下燕虎也被成殺死，齊越得知后和唐楓合作對抗成……

## 人物角色
| 演員   | 角色   | 粵語配音 | 備註／關係                                                                               |
| 呂良偉 | 齊越   | 陳欣     | 齊仁之子，后和唐楓合作對抗趙成                                                           |
| 李賽鳳 | 秦冰   |          | 韓山之女，武功高強                                                                       |
| 胡慧中 | 唐楓   | 何錦華   | 女幹探，后和齊越合作對抗趙成                                                             |
| 萬梓良 | 曾警司 | 朱子聰   | 縂警司，唐楓及阿文的上司                                                                 |
| 吳鎮宇 | 趙成   | 張炳強   | 大反派，黑幫成員，韓山的手下，后叛變並先後殺死燕虎及韓山，在片尾開槍引爆煤氣大爆炸被炸死 |
| 王偉   | 韓山   | 盧雄     | 大毒梟，趙成的老大，后被其叛變更被趙成殺死                                               |
| 陳惠敏 | 燕虎   | 陳永信   | 韓山的手下，后被趙成殺死                                                                 |
| 文雪兒 | 阿文   |          | 女幹探，曾警司的下屬                                                                     |
| 劉兆銘 | 齊仁   | 盧雄     | 大毒梟，齊越的父親，被韓山誤會其告密並被殺害                                             |
| 戴志偉 | 花仔原 |          |                                                                                          |